# Wonosobo (Reban)
Wonosobo is een bestuurslaag in het regentschap Batang van de provincie Midden-Java, Indonesië. Wonosobo telt 2154 inwoners (volkstelling 2010).